# Laurent Muhlethaler
Laurent Muhlethaler (ur. 27 września 1997 w Prémanon) – francuski kombinator norweski, medalista mistrzostw świata juniorów, zwycięzca Letniego Grand Prix.

## Kariera
Na międzynarodowej arenie, w zawodach indywidualnych, zadebiutował 25 lutego 2012 roku w Kranju, gdzie w zawodach juniorskich zajął 15. miejsce w zawodach metodą Gundersena. W 2014 roku wystartował na mistrzostwach świata juniorów w Val di Fiemme, gdzie indywidualnie był dwudziesty dziewiąty i trzydziesty drugi, a w sztafecie piąty. Jeszcze dwukrotnie startował na imprezach tego cyklu, najlepsze wyniki osiągając podczas MŚJ w Park City w 2017 roku, gdzie indywidualnie zdobył brązowy medal, a w sztafecie wywalczył srebrny medal.
W Pucharze Świata zadebiutował 5 grudnia 2015 roku w norweskim Lillehammer zajmując 42. miejsce w Gundersenie. Pierwsze pucharowe punkty zdobył 26 listopada 2016 roku w fińskiej Ruce, gdzie był dwudziesty ósmy w Gundersenie. W 2017 roku wystąpił na mistrzostwach świata w Lahti, gdzie rywalizację w Gundersenie na dużej skoczni ukończył na 38. miejscu, a w sztafecie był siódmy. Na rozgrywanych dwa lata później mistrzostwach świata w Seefeld był między innymi szósty w sztafecie oraz dwudziesty ósmy w Gundersenie na dużej skoczni.

## Osiągnięcia

### Igrzyska olimpijskie
| Miejsce | Dzień     | Rok  | Miejscowość | Konkurencja           | Wynik zwycięzcy | Strata  | Zwycięzca      |
| ------- | --------- | ---- | ----------- | --------------------- | --------------- | ------- | -------------- |
| 28.     | 9 lutego  | 2022 | Zhangjiakou | Gundersen HS106/10 km | 25:07,7         | +3:18,9 | Vinzenz Geiger |
| 26.     | 15 lutego | 2022 | Zhangjiakou | Gundersen HS140/10 km | 27:13,3         | +3:06,3 | Jørgen Graabak |
| 5.      | 17 lutego | 2022 | Zhangjiakou | Sztafeta HS140/4x5 km | 50:45,1         | +2:15,0 | Norwegia       |

### Mistrzostwa świata
| Miejsce | Dzień     | Rok  | Miejscowość      | Konkurencja                     | Wynik zwycięzcy | Strata  | Zwycięzca          |
| ------- | --------- | ---- | ---------------- | ------------------------------- | --------------- | ------- | ------------------ |
| 7.      | 26 lutego | 2017 | Lahti            | Sztafeta HS100/4x5 km           | 47:57,3         | +1:19,5 | Niemcy             |
| 38.     | 1 marca   | 2017 | Lahti            | Gundersen HS130/10 km           | 26:41,6         | +5:01,9 | Johannes Rydzek    |
| 28.     | 22 lutego | 2019 | Seefeld in Tirol | Gundersen HS130/10 km           | 23:43,0         | +3:19,3 | Eric Frenzel       |
| 42.     | 28 lutego | 2019 | Seefeld in Tirol | Gundersen HS109/10 km           | 25:01,3         | +4:03,1 | Jarl Magnus Riiber |
| 6.      | 2 marca   | 2019 | Seefeld in Tirol | Sztafeta HS109/4x5 km           | 50:15,5         | +1:12,0 | Norwegia           |
| 12.     | 26 lutego | 2021 | Oberstdorf       | Gundersen HS106/10 km           | 23:01,2         | +1:27,3 | Jarl Magnus Riiber |
| 6.      | 28 lutego | 2021 | Oberstdorf       | Sztafeta HS106/4x5 km           | 43:57,7         | +2:54,4 | Norwegia           |
| 9.      | 4 marca   | 2021 | Oberstdorf       | Gundersen HS137/10 km           | 23:11,1         | +2:27,1 | Johannes Lamparter |
| 6.      | 6 marca   | 2021 | Oberstdorf       | Sprint drużynowy HS137/2x7,5 km | 29:29,7         | +2:06,5 | Austria            |
| 12.     | 25 lutego | 2023 | Planica          | Gundersen HS102/10 km           | 24:36,3         | +49,4   | Jarl Magnus Riiber |
| 4.      | 1 marca   | 2023 | Planica          | Sztafeta HS138/4x5 km           | 47:20,4         | +33,2   | Norwegia           |
| 13.     | 4 marca   | 2023 | Planica          | Gundersen HS138/10 km           | 23:42,6         | +2:17,8 | Jarl Magnus Riiber |
| 6.      | 28 lutego | 2025 | Trondheim        | Sztafeta mieszana HS102/4x5 km  | 36:37,5         | +3:20,5 | Norwegia           |
| 10.     | 1 marca   | 2025 | Trondheim        | Kompakt HS102/7,5 km            | 17:13,4         | +29,5   | Jarl Magnus Riiber |
| 7.      | 7 marca   | 2025 | Trondheim        | Sztafeta HS138/4x5 km           | 50:37,7         | +3:45,4 | Niemcy             |
| 18.     | 8 marca   | 2025 | Trondheim        | Gundersen HS138/10 km           | 24:57,5         | +3:28,7 | Jarl Magnus Riiber |

### Mistrzostwa świata juniorów
| Miejsce | Dzień       | Rok  | Miejscowość   | Konkurencja           | Wynik zwycięzcy | Strata  | Zwycięzca          |
| ------- | ----------- | ---- | ------------- | --------------------- | --------------- | ------- | ------------------ |
| 29.     | 30 stycznia | 2014 | Val di Fiemme | Gundersen HS106/10 km | 29:47,1         | +4:22,9 | Philipp Orter      |
| 32.     | 1 lutego    | 2014 | Val di Fiemme | Gundersen HS106/5 km  | 13:44,2         | +3:00,8 | Philipp Orter      |
| 5.      | 2 lutego    | 2014 | Val di Fiemme | Sztafeta HS106/4x5 km | 53:57,6         | +4:30,1 | Austria            |
| 19.     | 4 lutego    | 2015 | Ałmaty        | Gundersen HS100/10 km | 25:54,2         | +2:19,9 | Jarl Magnus Riiber |
| 12.     | 6 lutego    | 2015 | Ałmaty        | Gundersen HS100/5 km  | 12:21,8         | +1:33,7 | Jarl Magnus Riiber |
| 5.      | 7 lutego    | 2015 | Ałmaty        | Sztafeta HS100/4x5 km | 48:41,4         | +4:45,1 | Austria            |
| 17.     | 31 stycznia | 2017 | Park City     | Gundersen HS100/10 km | 25:54,5         | +1:23,7 | Arttu Mäkiaho      |
| 2.      | 2 lutego    | 2017 | Park City     | Sztafeta HS100/4x5 km | 46:17,4         | +9,7    | Austria            |
| 3.      | 4 lutego    | 2017 | Park City     | Gundersen HS100/5 km  | 12:14,9         | +23,9   | Vinzenz Geiger     |

### Puchar Świata

#### Miejsca w klasyfikacji generalnej
- sezon 2015/2016: niesklasyfikowany
- sezon 2016/2017: 55.
- sezon 2017/2018: niesklasyfikowany
- sezon 2018/2019: 48.
- sezon 2019/2020: 25.
- sezon 2020/2021: 23.
- sezon 2021/2022: 23.
- sezon 2022/2023: 8.
- sezon 2023/2024: 34.
- sezon 2024/2025: 18.

#### Miejsca na podium chronologicznie
| Nr | Data           | Miejscowość | Konkurencja           | Wynik zwycięzcy | Pozycja | Strata | Zwycięzca          |
| -- | -------------- | ----------- | --------------------- | --------------- | ------- | ------ | ------------------ |
| 1. | 12 lutego 2023 | Schonach    | Gundersen HS100/10 km | 24:40,0         | 3.      | +12,9  | Johannes Lamparter |
| 2. | 22 marca 2025  | Lahti       | Gundersen HS130/10 km | 23:09,0         | 3.      | +35,7  | Johannes Lamparter |

### Puchar Kontynentalny

#### Miejsca w klasyfikacji generalnej
- sezon 2014/2015: 55.
- sezon 2015/2016: 34.
- sezon 2016/2017: nie brał udziału
- sezon 2017/2018: 16.
- sezon 2018/2019: nie brał udziału
- sezon 2019/2020: nie brał udziału
- sezon 2020/2021: nie brał udziału
- sezon 2021/2022: nie brał udziału
- sezon 2022/2023: nie brał udziału
- sezon 2023/2024: nie brał udziału
- sezon 2024/2025: 43.

#### Miejsca na podium chronologicznie
| Nr | Data          | Miejscowość | Konkurencja           | Wynik zwycięzcy | Pozycja | Strata | Zwycięzca      |
| -- | ------------- | ----------- | --------------------- | --------------- | ------- | ------ | -------------- |
| 1. | 13 marca 2016 | Klingenthal | Gundersen HS140/10 km | 24:38,6         | 3.      | +14,1  | Espen Andersen |
| 2. | 11 marca 2018 | Niżny Tagił | Gundersen HS100/15 km | 40:08,6         | 1.      | -      | -              |

### Letnie Grand Prix

#### Miejsca w klasyfikacji generalnej
- 2015: 44.
- 2016: 41.
- 2017: (11.)[11]
- 2018: 7. (18.)[12]
- 2019: 5. (6.)[13]
- 2021: 9. (10.)[14]
- 2022: 5. (6.)[15]
- 2023: (6.)[16]
- 2024: 1. (2.)[17]

#### Miejsca na podium chronologicznie
| Nr | Data             | Miejscowość | Konkurencja           | Wynik zwycięzcy | Pozycja | Strata | Zwycięzca       |
| -- | ---------------- | ----------- | --------------------- | --------------- | ------- | ------ | --------------- |
| 1. | 4 września 2022  | Tschagguns  | Gundersen HS108/10 km | 21:00,4         | 3.      | +6,3   | Eero Hirvonen   |
| 2. | 31 sierpnia 2024 | Chaux-Neuve | Gundersen HS118/10 km | 20:56,2         | 3.      | +39,0  | Johannes Rydzek |